# Jacques Matter
Pour les articles homonymes, voir Matter.
Jacques Matter, né le 31 mai 1791 à Alteckendorf et mort le 22 juin 1864 à Strasbourg, est un inspecteur général et un professeur d'histoire ecclésiastique à la Faculté de théologie protestante de Strasbourg.

## Biographie
Jacques Matter est le fils de Jean Matter, propriétaire cultivateur, et d'Anne-Marie Schwœbel. Il étudie au gymnase Jean-Sturm, puis au Séminaire protestant et à la Faculté de théologie. Afin de parfaire ses connaissances, il part à Göttingen en 1814, puis à Paris de 1815 à 1817, où est protégé par le naturaliste et archéologue numismate Millin. En 1817, il soutient deux thèses portant sur des sujets d'histoire ancienne et il obtient le doctorat de Théologie quatre ans plus tard.
Il se marie à Strasbourg le 31 mars 1819 avec Marie Sophie Pauline Goguel, fille de Georges Frédéric Goguel, fabricant de tabac, et de Marie Marguerite Élisabeth Saltzmann, fille du théosophe strasbourgeois Frédéric-Rodolphe Saltzmann. 
Il est professeur d'histoire au collège royal de Strasbourg (1818-1820), puis professeur de philosophie au Séminaire protestant (de 1820 à 1843 et de 1846 à 1864) et enfin professeur d'histoire ecclésiastique à la Faculté de théologie. Cependant, Jacques Matter n'est pas seulement enseignant ; il est également administrateur, pasteur (de 1825 à 1829 à Saint-Thomas) et écrivain fécond. Il est nommé inspecteur d'académie en 1818, puis inspecteur général des études de 1828 à 1845. De 1822 à 1828, il est également proviseur du Gymnase qu'il contribue à moderniser et où il impose le français, comme langue d'enseignement, dans toutes les matières.
Il insiste particulièrement sur l'usage du français car il est l'une des rares personnes de son époque qui a conscience qu'il y a un véritable risque de clivage social en Alsace entre ceux qui maîtrisent la langue nationale et les milieux populaires qui continuent à l'ignorer. Ainsi, s'il ne bannit pas l'allemand, il favorise du moins la diffusion de français en tant qu'inspecteur et professeur. 
Afin de contribuer à la formation des enseignants, il fonde plusieurs revues pédagogiques comme L'instituteur primaire, le Visiteur des écoles et le Manuel général d'instruction primaire. 
En 1845, Jacques Matter démissionne de ses fonctions pour être nommé inspecteur général des bibliothèques, mais il n'occupe ce poste qu'un an, avant de définitivement se consacrer à ses recherches. Celles-ci concernent essentiellement les doctrines philosophiques ésotériques, ce qui contribue à le mettre à la tête d'un cercle de théosophes strasbourgeois. Il est d'ailleurs l'inventeur du nom « ésotérisme » en français, que l'on retrouve dès 1828 dans l'Histoire critique du gnosticisme. Franc-maçon, il hérite des écrits personnels de Saint Martin et il en est le premier biographe. 
Son fils, Albert Jules Timothée Matter (1823-1907), est également pasteur et professeur. Spécialiste des dogmes luthériens, il est le fondateur en 1883 de la Société théologique. Il devient également le président de la Société biblique de France et il dirige la commission synodale de la révision de la Bible d'Ostervald parue en 1744.

## Œuvres principales
À cette liste (non exhaustive), s'ajoutent de très nombreuses contributions à des périodiques, comme le Dictionnaire de la conversation, l'Encyclopédie des gens du monde, la Revue d'Alsace, la France littéraire et la Theologische Encyclopädie.
La plupart des livres de Jacques Matter ont connu des rééditions.

### Histoire et philosophie
- Essai historique sur l'école d'Alexandrie et coup d'œil comparatif sur la littérature grecque depuis le temps d'Alexandre le Grand jusqu'à celui d'Alexandre Sévère, 2 t., Paris, F. G. Levrault, 1820 - rééd. et complété en 1840 (tome 1) et en 1844 (tome2)
- De l'influence des mœurs sur les lois et des lois sur les mœurs, Paris, 1823 - éd. de 1832
- Histoire critique du gnosticisme et de son influence sur les sectes religieuses et philosophiques de six premiers siècles de l'ère chrétienne, Paris, F. G. Levrault, 1828, 2 vol. (tome 1/tome2) - un troisième volume contient des planches
- Histoire universelle de l'Église chrétienne, considérée principalement dans ses institutions et ses doctrines, Strasbourg, Veuve Silbermann, 1829-1835, 4 vol. (tome 1/tome 2/tome 3/tome 4)
- Histoire des doctrines morales et politiques des trois derniers siècles, Paris, AB. Cherbuliez et Cie, 1836-1837, 3 vol. (tome 1/tome 2/tome 3)
- De l'affaiblissement des idées et des études morales, Paris, J. Hetzel et Paulin, 1841
- De l'état moral, politique et littéraire de l'Allemagne, Paris, 1847, 2 vol.
- Histoire de la philosophie dans ses rapports avec la religion depuis l'ère chrétienne, Paris Libr. Meyrueis et Cie - Libr. Hachette, 1854
- Philosophie de la religion, Paris, Grassart, 1857, 2 vol. (tome 1/tome2)

### Pédagogie
- Le visiteur des écoles, 1830 - repris et complété en 1838
- L'instituteur primaire, Paris, Libr. L. Hachette, 1832
- L'instituteur primaire, ou conseils et directions pour préparer les instituteurs [...] à leur carrière, Paris, 1843
- De l'éducation des enfants dans les classes ouvrières et de leur retrait prématuré de l'école, Strasbourg, 1858

### Mystique et théosophie
- Saint-Martin, le philosophe inconnu, sa vie et ses écrits [...], Paris, 1862 - deuxième édition sur Gallica, actuellement encore la biographie la plus complète sur ce mystique d'après l'ordre martiniste[7]
- Emmanuel de Swedenborg, sa vie, ses écrits et sa doctrine, Paris, Didier et Cie, 1863
- Le mysticisme en France au temps de Fénélon, Paris, Didier et Cie, 1865